# L-200
La L-200, o Carretera de les Borges Blanques a Miralcamp, és una carretera antigament anomenada provincial, actualment gestionada per la Generalitat de Catalunya. La L correspon a la demarcació de Lleida.

## Mollerussa
Té l'origen en el nucli urbà de Mollerussa, a la mateixa N-II, actualment Carrer de Ferrer i Busquets, cantonada amb el Carrer de Domènec Cardenal. Des d'aquest lloc, la L-200 s'adreça cap al sud, travessant tot el nucli urbà de Mollerussa. Travessa l'Avinguda del Canal, per on passa la Séquia Tercera, i la carretera gira cap al sud-oest, denominant-se a partir d'aquell lloc Carretera de Miralcamp. En arribar a les darreres construccions de Mollerussa acaba el terme d'aquesta vila i comença el de Miralcamp.

## Miralcamp
Seguint una perfecta línia recta, arriba a Miralcamp, i dins del nucli urbà troba la fita quilomètrica 3. La carretera segueix cap al sud, i havent passat la fita quilomètrica 5 arriba al límit del terme de Miralcamp, on comença el terme de Puiggròs i la comarca de les Garrigues.

## Puiggròs
Quatre quilòmetres després arriba a la cruïlla de la qual surt cap al sud-est la Carretera de Puiggròs, o LV-2004, que en 600 metres mena al poble de Puiggròs. Fent alguns girs, la carretera segueix majoritàriament cap al sud, i passat el quilòmetre 11 arriba a lo Collet, on acaba el terme de Puiggròs i comença el de les Borges Blanques.

## Les Borges Blanques
El recorregut dins d'aquest terme és d'a penes 800 metres: entre el punt quilomètric 11,7 i 11,8 troba els enllaços amb la carretera C-233, on acaba el seu recorregut, a un quilòmetre i mig de distància al nord-est de les Borges Blanques.